# 아메리칸 풋볼 콘퍼런스
아메리칸 풋볼 콘퍼런스(American Football Conference)는 내셔널 풋볼 리그의 두 콘퍼런스 가운데 하나이다. 이 콘퍼런스와 이에 상응하는 내셔널 풋볼 콘퍼런스(NFC)는 현재 각각 16개 팀이 있으므로 NFL 합쳐서 모두 32개 팀이 존재한다.
아메리칸 풋볼 콘퍼런스는 아메리칸 풋볼 리그(AFL)로 말미암은 것이었으며 1970년에 AFL–NFL 병합으로 NFL과 병합되었다.

## 같이 보기
- 풋볼 콘퍼런스